# 衣物疏

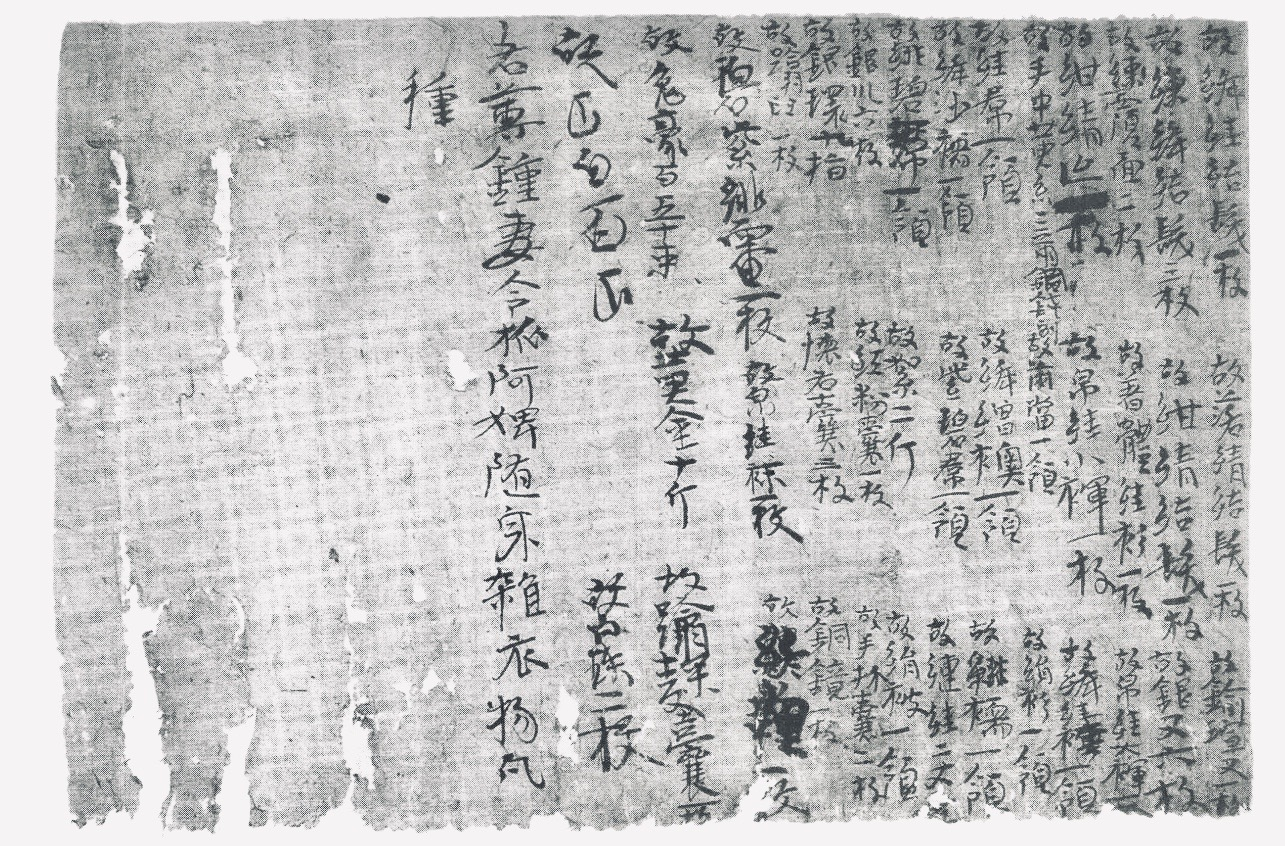
吐鲁番阿斯塔那M407号墓中出图的衣物疏

衣物疏是古代墓葬中用以记录随葬品清单的文书，一般由陪葬物品的清单及附加文组成，下葬时与随葬品一同葬入。古人相信，衣物疏具有阴间财产证明的作用，可以保证逝者的财产不被抢走。同时，衣物疏还含有对逝者祈求冥福的作用。衣物疏演化到后期也出现了不记录具体随葬品的形式，而逐渐转变成只有祈福文字的功德疏。墓葬中出土的衣物疏直接反映了该地区特定时代的社会习俗，经济生活和宗教观念，在考古学中有着重要的意义。

## 出现
汉代的丧葬习俗中就有将随葬物品依次写在竹简上的做法。到了十六国和南北朝时期，衣物疏的葬俗逐渐在吐鲁番地区流行开来。在对吐鲁番的阿斯塔那古墓群的考古发掘中，发现了大量的文书资料，其中有一类就是衣物疏。由此学者们开始了对衣物疏和其考古学价值的研究和讨论。

## 内容
衣物疏内容一般包括随葬品清单，死者形貌，死亡信息，书写人信息，在阴间的通关官文以及对逝者的祈福和叮嘱等。

## 演化
衣物疏的演化主要可以划分为3个时期：遣策式随葬物品清单向祈福性质过渡(384-543年)；佛教思想在衣物疏中的扩展(543-655年)；衣物疏在衰落中转变为佛教的功德疏(655年以后）。第一阶段的主要特点是受传统神仙信仰影响，在文书中加入道教的守护神朱雀、玄武、青龙、白虎，有驱散恶鬼，引导逝者升天之含义。第二阶段的特点是文书中出现比丘果原这个名字，逝者多以“佛弟子”身份出现，以及衣物疏书写主要由佛家比丘承担。但这个阶段道教的神明在内容中也有出现。第三阶段的特点是，受佛家影响，认为世间的钱物均是虚幻，不再列随葬品列表；内容多以“积善修功德，求来生福报”为主题思想。

## 引用文献
1. ↑  刘瑞明. . 西域研究. 1998, (2): 55-59  [2020-04-26]. doi:10.16363/j.cnki.xyyj.1998.02.007. （原始内容存档于2019-05-15）.
2. ↑  马高强. 钱光胜. . 齐齐哈尔师范高等专科学校学报. 2008, (1).[]
3. ↑  . cdmd.cnki.com.cn.   [2020-04-26]. （原始内容存档于2019-05-05）.
4. ↑  党燕妮. 翁鸿涛. . 敦煌学辑刊. 2001, (1): 78-83  [2020-04-26]. （原始内容存档于2019-05-06）.